# Genesis Live
Genesis Live je prvi album uživo britanskog sastava Genesis.

## Popis pjesama
Sve pjesme su napisali Tony Banks, Phil Collins, Peter Gabriel, Steve Hackett i Mike Rutherford, osim ako je drugačije navedeno.
Strana A
1. "Watcher of the Skies" – 8:34
2. "Get 'Em Out by Friday" – 9:14
3. "The Return of the Giant Hogweed" – 8:14

Strana B
1. "The Musical Box (Banks, Collins, Gabriel, Hackett, Rutherford, Anthony Phillips)" – 10:56
2. "The Knife (Banks, Gabriel, Phillips, Rutherford)" – 9:47

## Izvođači
- Peter Gabriel – vokal, flauta, bas bubanj, tamburin
- Steve Hackett – gitara
- Tony Banks – orgulje, mellotron, 12-žičana gitara, prateći vokal
- Mike Rutherford – bas-gitara, 12-žičana gitara, prateći vokal
- Phil Collins - bubnjevi, prateći vokal